# Saint-Paul-Cap-de-Joux
Saint-Paul-Cap-de-Joux é uma comuna francesa na região administrativa da Occitânia, no departamento de Tarn. Estende-se por uma área de 17.01 km², e possui 1.100 habitantes, segundo o censo de 2018, com uma densidade de 65 hab/km².